# 傑米·拉夫馬克
傑米·拉夫馬克（Jamie Lovemark，1988年1月23日—）是一位美國高爾夫球選手，他現在參加PGA巡迴賽的賽事。拉夫馬克畢業於南加州大學。在2007年，他曾經排名世界業餘高爾夫球選手第一名。他在2009年轉為職業高爾夫球選手。2013年，他贏得了一項Web.com巡迴賽賽事的冠軍。